# Anochetus katonae
Anochetus katonae is een mierensoort uit de onderfamilie van de Ponerinae. De wetenschappelijke naam van de soort is voor het eerst geldig gepubliceerd in 1907 door Auguste Forel.